# Phaegoptera hampsoni
Phaegoptera hampsoni là một loài bướm đêm thuộc phân họ Arctiinae, họ Erebidae.